# Thelcticopis orichalcea
Thelcticopis orichalcea är en spindelart som först beskrevs av Simon 1880.  Thelcticopis orichalcea ingår i släktet Thelcticopis och familjen jättekrabbspindlar. Inga underarter finns listade i Catalogue of Life.